# Bakvis
Bakvis is de spottende benaming voor een meisje in de puberteit.

## Herkomst
De term is afkomstig uit het Duits (Backfisch) en werd daar oorspronkelijk gebruikt in de visserij. Bakvis is vis die te groot is om teruggeworpen te worden, maar niet groot genoeg is om afzonderlijk te worden bereid en daarom met andere kleine visjes wordt gebakken. Later werd de term onder studenten, verwijzend naar de hiervoor gegeven betekenis, ook gebruikt als verbastering van baccalaureus, de laagste academische graad in meerdere landen. De betekenis "puberaal meisje" is waarschijnlijk daar weer aan ontleend.